# Тремейн, Роуз
Дама Роуз Тремейн, также Тримейн (англ. Rose Tremain; род. 2 августа 1943, Лондон) — британская писательница.

## Биография
Роуз Тремейн родилась в 1943 году в Лондоне. Начала писать в возрасте 10 лет.
Училась в Сорбонне (1961—1962), окончила Университет Восточной Англии по специальности «английская литература», в котором позднее (1988—1995) преподавала на литературных курсах, была избрана канцлером Университета в 2013.
Еще будучи студенткой университета, познакомилась с писателем Энгусом Уилсоном, который сыграл роль наставника и убедил начинающую писательницу во что бы то ни стало закончить работу над её первым произведением Sadler’s Birthday (впервые опубликован в 1976 году).
За этим романом последовали Letter to Sister Benedicta (1978), The Cupboard (1981) и The Swimming Pool Season (1985), который стал победителем литературной премии Angel Literary Award.
Начиная с романа «Реставрация» (1989), тоже ставшего победителем Angel Literary Award и лучшим произведением года по мнению Sunday Express, за Роуз закрепился титул автора исторических произведений.
Однако сама писательница старательно избегает жанровых стереотипов и экспериментирует в прозе не только исключительно на исторические темы, но и успешно соединяя настоящее и прошлое. В 1996 году роман  «Реставрация» был экранизирован и получил два «Оскара» — за лучшее художественное оформление и за лучшие костюмы. Однако писательница осталась недовольна экранизацией своего романа и впредь решила сама писать сценарии по своим произведениям.
В 1983 году Роуз Тремейн была признана литературным журналом Гранта одним из лучших молодых британских писателей. Она дважды входила в состав жюри самой престижной Британской премии Букер — в 1988 и в 2000, а в 1990 году была сама номинирована и попала в шорт-лист этой премии.
Помимо романов, Роуз Тремейн успешно работает в жанре рассказа, а также пишет пьесы для радио и телевидения (Temporary Shelter, получившая спонсируемую BBC Giles Cooper Awards; One Night in Winter). В 2000 году ей была присуждено почетное звание Doctor of Letters Университета Восточной Англии.

## Семья
В 1971 вышла замуж за Джона Тремейна, в 1972 у супругов родилась дочь Элинор, ставшая потом актрисой. Преподавала в Университете Восточной Англии. Нынешний муж (третий) — писатель-биограф Ричард Холмс. Супруги живут в Норфолке.

## Творчество
На прозу писательницы повлияли Уильям Голдинг и Габриэль Гарсиа Маркес. Наиболее известны исторические романы Тремейн, несколько из них отмечены крупными премиями.

## Произведения

### Романы
- Sadler’s Birthday (1976)
- Послание сестре Бенедикте / Letter to Sister Benedicta (1978)
- The Cupboard (1981)
- Journey to the Volcano (1985)
- The Swimming Pool Season (1985)
- Реставрация / Restoration (1989, книга года по версии газеты Sunday Express, короткий список Букера; по книге поставлен фильм Королевская милость, 1995; рус. пер. 2005)
- Священная земля[англ.] (1992, мемориальная премия Джеймса Тейта Блэка, премия Фемина иностранному автору)
- The Way I Found Her (1997)
- Музыка и тишина / Music and Silence (1999, Премия Коста; рус. пер. 2005)
- The Colour (2003, номинация на премию Оранж)
- The Road Home (2008, премия Оранж)
- Trespass (2010)
- Merivel: A Man of His Time (2012, короткий список премии Вальтера Скотта, короткий список Wellcome Book Prize)

### Сборники рассказов
- The Colonel’s Daughter and other stories (1983)
- The Garden of the Villa Mollini and other stories (1987)
- Evangelista’s Fan and other stories (1994)
- The Darkness of Wallis Simpson and other stories (2006, по одной из новелл снят фильм Франсуа Озона Рики)